# Jon Hare
Jon Hare (Ilford, 20 gennaio 1966) è un autore di videogiochi britannico, fondatore (insieme a Chris Yates) di Sensible Software, celebre software house attiva fra la metà degli anni ottanta e novanta.
Si è occupato del design e della grafica di titoli come Parallax, Wizball, Microprose Soccer, SEUCK e Wizkid; è stato inoltre designer e direttore creativo di Mega Lo Mania e delle serie Sensible Soccer e Cannon Fodder. Di questi ultimi due titoli è stato anche musicista. Attualmente Hare lavora, come direttore dello sviluppo, con la software house Nikitova Games, che lavora a giochi per Nintendo DS e Wii.
Nel 2015 dà il via a un nuovo progetto sul sito Kickstarter, un nuovo videogioco di calcio chiamato Sociable Soccer incentrato sul multiplayer online.